# John Tengo Jabavu

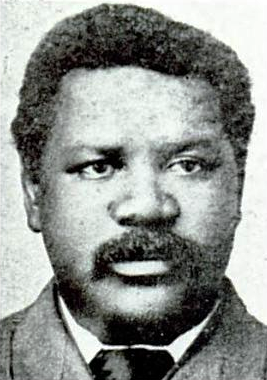
John Tengo Jabavu

John Tengo Jabavu (cerca de Fort Beaufort, Transkei, 11 de enero de 1859-Fort Hare, Alice, 10 de septiembre de 1921) activista político opositor al apartheid, publicista y editor sudafricano encargado del primer periódico en xhosa Isigidimi Sama Xosa.
Sus escritos tendían a focalizarse en el creciente nacionalismo afrikáner y la demanda de una equiparación de derechos para la población negra. Tengo Jabavu también era conocido por su posicionamiento a favor de los derechos de la mujer y la educación pública.

## Biografía
Nacido al este de la Colonia del Cabo, aunque pobres sus padres quisieron darle educación y lo enviaron a a escuela local de la misión metodista. Alumno brillante, obtuvo un certificado de enseñanza y fue profesor en Somerset-Est y también se hizo predicador en la parroquia local.
En 1876, estudió periodismo y comenzó a escribir artículos para algunas publicaciones como Cape Argus. En 1883, aprobó el examen de matriculación en la Universidad de Sudáfrica y en 1884, contribuyó a la creación de la asociación electoral indígena.
En 1884 fundó su propia publicación "Imvo Zabantsundu", y al año siguiente se casó con Elda Sakuba.Viudo desde 1900 y padre de cuatro hijos, murió el 10 de septiembre de 1921. Su hijo, Alexander Jabavu, asumió la dirección de "Imvo Zabantsundu".
- Wikimedia Commons alberga una categoría multimedia sobre John Tengo Jabavu.